# ダーウィッド・ケラーマン
ダーウィッド・ケラーマン（Dawid Kellerman、2000年7月21日 - ）は、ジャパンラグビーリーグワン三重ホンダヒートに所属する南アフリカ共和国出身 のラグビーユニオン選手。

## プロフィール
- ポジションはセンター(CTB)。
- 身長 185 cm、体重 96 kg

## 略歴
ウェスタン・プロヴィンス、ブルー・ブルズ、ブルズを経て、2021年、三重ホンダヒートに加入。
2022年1月22日に行われたJAPAN RUGBY LEAGUE ONE第2節花園近鉄ライナーズ戦にて途中出場で日本での公式戦初出場を果たした。